# Oxydactyla
Oxydactyla é um gênero de anfíbios da família Microhylidae.
As seguintes espécies são reconhecidas:
- Oxydactyla alpestris Zweifel, 2000
- Oxydactyla brevicrus Van Kampen, 1913
- Oxydactyla coggeri Zweifel, 2000
- Oxydactyla crassa (Zweifel, 1956)
- Oxydactyla stenodactyla Zweifel, 2000